# Claude Aubriet

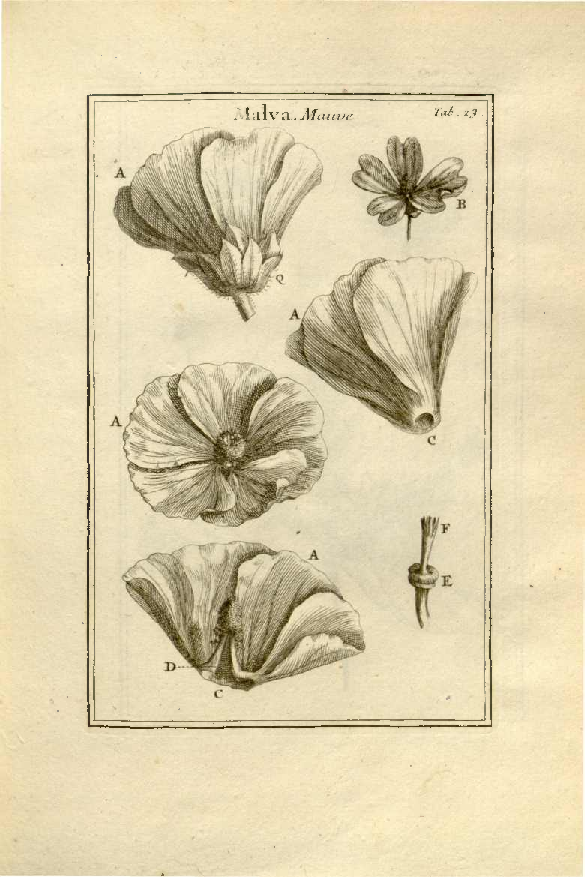
Malva, Illustrazione pubblicata nelle Institutiones di Tournefort

Claude Aubriet (Châlons-en-Champagne o Moncetz, 1651 c. o 1665 – Parigi, 3 dicembre 1742) è stato un illustratore francese di soggetti botanici e naturalistici.

## Biografia

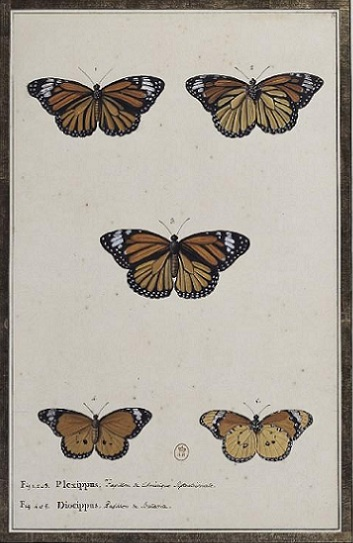
Due farfalle, di Claude Aubriet

Illustratore botanico al Jardin du Roi di Parigi, fu notato da Joseph Pitton de Tournefort (1656–1708) che gli commissionò le illustrazioni del suo Eléments de botanique pubblicato nel 1694. Dal 1700 al 1702 accompagnò Tournefort e Andreas von Gundelsheimer in una spedizione in Oriente, dove realizzò disegni di siti storici e della flora della regione. Dopo il suo ritorno a Parigi, Aubriet continuò a lavorare con altri botanici al Jardin du Roi, contribuendo a Les Vélins du Roi, un compendio di 6 984  disegni di piante e animali iniziato nel 1631. Tra le sue opere più apprezzate vi è anche un volume raffigurante pesci di mare che Luigi XIV aveva nella sua Ménagerie Royale, il serraglio reale (una specie di zoo dove il re allevava animali esotici e selvaggi venuti da tutto il mondo).
Nel 1707 Aubriet succedette a Jean Joubert (1643–1707) come pittore botanico del re. Si ritirò nel 1735 e gli successe Françoise Basseporte (1701-1780), uno dei suoi studenti ed ex collaboratore.
Il botanico Michel Adanson ha battezzato il genere Aubrieta in suo onore.

## Opere
Aubriet ha illustrato due libri che sono considerati dei punti di riferimento nella storia della botanica:
- le Institutiones rei herbariae di Joseph Pitton de Tournefort, pubblicate a Parigi nel 1719 dall'Imprimerie Royale.[3]
- il Botanicon Parisiense ou denombrement par ordre alphabetique des plantes di Sébastien Vaillant.[4]